# 경춘원군
경춘원군(慶春院君, ? ~ 960년 이후)은 고려의 왕족이다. 고려 제3대 정종과 문성왕후의 장남이다.

## 생애
언제 태어났는지는 명확하지 않다. 고려의 제3대 왕인 정종과 정종의 제2비 문성왕후 박씨의 장남이다. 성은 왕, 본관은 개성이며, 이름은 기록이 남아있지 않아 알 수 없다. 광종 등의 친조카이다.
경춘원군의 모후 문성왕후는 승주 박씨 박영규의 딸이며, 후백제의 시조인 견훤의 외손녀이다. 또 태조의 제17비인 동산원부인과 정종의 제1비 문공왕후와 친자매간으로, 이들은 경춘원군에게 이모가 된다.
경춘원군의 생애는 자세히 남아있는 것이 없어 알 수 없다. 다만 949년(정종 4년) 부왕 정종이 붕어할 당시, 경춘원군이 왕위를 이었어야 하나 나이가 어려 이을 수 없었다는 기록이 있다. 그리고 이때 왕위를 이은 것은 경춘원군의 숙부인 광종이었다.
한편 광종은 960년(광종 11년) 경부터 왕권 강화를 위해 호족들을 대대적으로 숙청하기 시작하는데, 이때 경춘원군은 자신의 이복 사촌이자 혜종의 아들인 흥화궁군과 함께 처형된 것으로 보인다. 호는 경춘원군(慶春院君)이다.

## 가족 관계
- 조부(이모부) : 고려 제1대 태조(太祖, 877~943 재위: 918~943)
- 조모 : 신명순성왕후 유씨(神明順成王后 劉氏)
  - 아버지 : 고려 제3대 정종(定宗, 923~949 재위:945~949)
- 외조부 : 박영규(朴英規)
- 외조모 : 국대부인 견씨(國大夫人 甄氏) - 견훤의 딸
  - 어머니 : 문성왕후 박씨(文成王后 朴氏)
    - 남매 : 시호 및 이름이 전하지 않음[5]
    - 매제(숙부) : 효성태자(孝成太子, ? ~976)